# Poštena vas
Poštena vas je naselje v Občini Brežice.

## Prebivalstvo
Etnična sestava 1991:
- Slovenci: 44 (97,8 %)
- Hrvati: 1 (2,2)